# Biurowiec Bałtyk
Biurowiec Bałtyk – wieżowiec położony przy ul. Franklina Roosevelta 22 w Poznaniu, w pobliżu Ronda Kaponiera na osiedlu samorządowym Jeżyce.

## Opis
Biurowiec został wzniesiony w miejscu dawnego kina „Bałtyk”, od którego przejął nazwę. Budynek wyróżnia się zmienną formą – oglądany z różnych stron prezentuje odmienny kształt. Projekt architektoniczny opracowała holenderska pracownia MVRDV pod kierunkiem Nathalie de Vries, we współpracy z polskim biurem „NO Natkaniec Olechnicki Architekci”. Była to pierwsza realizacja MVRDV w Polsce. 
Generalnym wykonawcą obiektu była firma PORR Polska Construction z Warszawy, a inwestorami – Garvest Real Estate Cooperatief UA oraz Grupa Kapitałowa VOX. 
Całkowita powierzchnia budynku wynosi 25 tys. m², z czego 12 tys. m² stanowi przestrzeń biurowa, a 1350 m² – powierzchnia handlowa. Obiekt pełni funkcje biurowe oraz handlowo-usługowe. Pod budynkiem znajduje się trójpoziomowy parking na 175 samochodów. Uroczyste otwarcie Bałtyku odbyło się 2 czerwca 2017 roku. 
W konstrukcji zastosowano rozwiązania izolacyjne, obejmujące m.in. maty lamelowe, otuliny instalacyjne oraz systemy ogniochronne z wełny skalnej, w celu zapewnienia odpowiednich parametrów akustycznych, cieplnych oraz odporności ogniowej.

## Nagrody
- 2017: Prime Property Prize 2017: nagroda główna branży nieruchomości komercyjnych w kategorii Architektura[4]
- 2018: Nagroda Architektoniczna „Polityki”: Ulubieniec publiczności VII edycji, za rok 2017[5]
- 2018: Polska Architektura XXL: nagroda główna Grand Prix za rok 2017[6]
- 2018: Bryła Roku 2017: wygrana XI edycji plebiscytu serwisu Bryła.pl[7]
- 2018: Nagroda im. Jana Baptysty Quadro za najlepiej zaprojektowany i zrealizowany obiekt architektoniczny oddany do użytku w 2017 w Poznaniu[8]
- 2020: Życie w Architekturze 2015–2019: Najlepszy Obiekt Komercyjny[9]